# Roques de Anaga
Roques de Anaga são dois ilhéus rochosos localizados ao largo da costa nordeste de Santa Cruz de Tenerife que formam um dos monumentos naturais mais emblemáticos de Tenerife, Canárias, Espanha. Roque de Tierra tem 179 metros acima do nível do mar e está mais perto da ilha principal do que Roque de Fuera, que está mais distante. Ambos os ilhéus fazem parte da reserva natural integral de Roques de Anaga que, por sua vez, fazem parte do parque rural de Anaga. Também estão incluídas na rede ecológica Natura 2000 da União Europeia de áreas protegidas.

## Ilhéus
Roques de Anaga é constituído por dois ilhéus que totalizam 10 ha (0,1 km²) de superfície que associam riqueza natural e interesse geológico e paisagístico:
- Roque de Tierra ou Roque de Dentro é o maior e também o mais próximo de terra, que durante a maré baixa é ligado à ilha de Tenerife por uma língua de areia. Apesar de ter um perfil muito acentuada, no extremo sul do ilhéu existe uma praia, onde se podem encontrar conchas de diferentes moluscos que habitavam o lugar em períodos geológicos antigos, quando as águas do ilhéu eram mais quentes.[2]
- Roque de Fuera, com uma área de superfície menor (3,6 ha (0,036 km²)), tem um perfil menos abrupto que o Roque de Tierra, que está a cerca de 800 metros de distância. Tem uma forma alongada característica na qual distinguem-se dois vértices pontiagudos que alcançam 66 metros acima do nível do mar. A noroeste há um pequeno baixio de cerca de dez metros que é visível durante a maior parte do ano, exceto durante a maré alta.[2]

## Geologia
Roques de Anaga compõem os restos de chaminés vulcânicas intrusivas constituídas por materiais fonólitos, que hoje são isolados da costa de Tenerife pela ação dos fenómenos erosivos aos quais foram expostos. Desta forma, as formações rochosas mais fracas desabaram, causando um recuo de um quilómetro e meio do penhasco costeiro. É também um ponto perigoso para a navegação devido às correntes marítimas e aos baixios, especialmente a Baja de la Palometa, uma formação rochosa submersa que causou vários naufrágios.

## Fauna e Flora
A flora do local é representada principalmente por espécies halófilas, termófilas e xerófilas, especialmente destacando um grande número de dragoeiros (Dracaena draco) no Roque de Tierra. Por sua vez, as oliveiras (Olea europaea ceraciformis) e alguns Juniperus turbinata canariensis são abundantes. Esta última espécie de planta já teve maior dispersão, há indícios de massas antigas de Juniperus que foram cortadas para fazer carvão. Outras espécies a serem notados são Convolvulus fruticulosus e Lotus maculatus.
Na avifauna, destacam-se o petrel-de-Bulwer (Bulweria bulwerii) e o painho-da-ilha-da-Madeira (Hydrobates castro), duas das espécies mais interessantes dentro das seis espécies de aves marinhas que fazem ninhos na área. O grupo de invertebrados também tem uma presença notável no lugar, do qual sobressaem o caracol terrestre Hemicycla bidentalis inaccessibilis, um endemismo exclusivo. Outro endemismo único é representado por uma subespécie de Gallotia galloti (Gallotia gallotia insulanagae). A configuração geológica desta área da ilha, com falésias de basalto que mergulham no mar atingindo grandes profundidades a uma curta distância, fazem a área dos Roques de Anaga uma área de pesca abundante e também de avistamento de espécies pelágicas, sendo comuns os tubarões e cetáceos.